# وایتنسفلد ایم گروکتال
وایتنسفلد ایم گروکتال (به آلمانی: Weitensfeld im Gurktal) یک منطقهٔ مسکونی در اتریش است که در Sankt Veit an der Glan District واقع شده‌است. وایتنسفلد ایم گروکتال ۲٬۳۴۵ نفر جمعیت دارد.